# The End (Fallout)
"The End" es el primer episodio de la serie de televisión dramática posapocalíptica estadounidense Fallout. El episodio fue escrito por los desarrolladores de la serie Geneva Robertson-Dworet y Graham Wagner y dirigido por el productor ejecutivo Jonathan Nolan. Fue lanzado en Amazon Prime Video el 10 de abril de 2024, junto con el resto de la temporada.
Siendo el primer episodio de la primera temporada, la serie describe las consecuencias de una guerra nuclear apocalíptica en una historia alternativa de la Tierra donde los avances en la tecnología nuclear después de la Segunda Guerra Mundial condujo al surgimiento de una sociedad retrofuturista y a una posterior guerra por los recursos. Los supervivientes se refugiaron en refugios nucleares conocido como Vaults, construidos para preservar a la humanidad en caso de una aniquilación nuclear. El episodio presenta a Lucy MacLean (Ella Purnell), una joven que deja atrás su casa en el Refugio 33 para aventurarse en el peligroso e implacable páramo de una devastada Los Ángeles para encontrar a su padre Hank (Kyle MacLachlan).
El estreno de la serie recibió críticas positivas de los críticos, quienes elogiaron la dirección, las actuaciones y el diseño de producción de Nolan.

## Trama

### Prólogo: El fin
El 23 de octubre de 2077, en una fiesta de cumpleaños en Los Ángeles, el famoso actor Cooper Howard (Walton Goggins) entretiene a los niños con sus trucos de vaquero, mientras los adultos se distraen con las noticias sobre una posible amenaza nuclear. Mientras los niños entran a comer pastel, Cooper conversa con su hija Janey (Teagan Meredith) sobre su renuencia a levantar el pulgar para una fotografía basada en sus experiencias como Marine; le cuenta que allí le enseñaron que una nube en forma de hongo mayor que el tamaño aparente del pulgar sería inevitablemente mortal. De repente, una bomba atómica golpea la ciudad y envía una onda de choque hacia la casa. El ataque provoca un caos y los asistentes a la fiesta huyen, y algunos intentan entrar en un refugio antiatómico. Cooper toma a su hija y huye a caballo mientras más bombas caen sobre la ciudad y la Tierra comienza a experimentar un holocausto nuclear.

### Parte 1: Lucy
219 años después, grupos de la humanidad han estado viviendo en colonias subterráneas conocidas como "Refugios", construidas para preservar la sociedad estadounidense en caso de una guerra nuclear. Una mujer joven, Lucy MacLean, es modelo habitante del Refugio e hija del supervisor del Refugio 33, Hank MacLean. Queriendo casarse, convence a un consejo especial para que le conceda una boda con un hombre del cercano Refugio 32. Después de la boda, Lucy y su nuevo marido Monty consuman su matrimonio. Mientras tanto, Norm, el hermano menor de Lucy (Moisés Arias) sospecha de los visitantes del Refugio 32 e investiga el Refugio vacío. Descubre que el Refugio 32 ha sido destruido y encuentra el cadáver mutilado de un habitante del Refugio. 
Poco después, los "visitantes del Refugio 32" comienzan a asesinar a los residentes del Refugio 33, y al detectar altos niveles de radiación de su Pip-Boy, Lucy se da cuenta de que los visitantes son en realidad asaltantes de la superficie. Monty se vuelve agresivo y ataca brutalmente a Lucy, apuñalándola en el abdomen. A pesar de su grave herida, ella logra devolverle el golpe, cortándole la cara y la garganta con vidrios rotos. Después de inyectarse un estimulante, Lucy corre al área de recepción principal y encuentra a los asaltantes atacando brutalmente el Refugio. Monty le tiende una emboscada, pero Hank lo ataca por detrás y lo ahoga. Se topan con Lee Moldaver, la líder de los asaltantes. Amenazando la vida de Lucy, así como la de varios otros habitantes del Refugio, Moldaver droga a Hank y lo lleva a la superficie. Posteriormente, Lucy decide encontrar a su padre y abandona el Refugio 33 con la ayuda de Norm y su primo Chet. Ella queda asombrada al descubrir los restos devastados de Los Ángeles.

### Parte 2: Maximus
En las afueras de Los Ángeles, la Hermandad del Acero, una organización dedicada a asegurar la tecnología de antes de la guerra, entrena a jóvenes en un campo de entrenamiento. Un aspirante, Maximus (Aaron Moten), se siente celoso cuando su amigo Dane (Xelia Mendes-Jones) es seleccionado para convertirse en escudero. Sin embargo, Dane se ve obligado a hacerse a un lado cuando resulta gravemente herido en la pierna por una hoja de afeitar oculta. Se sospecha que Maximus ha causado la lesión de Dane, algo que él admite que consideró, pero la Hermandad decide no castigarlo cuando profesa su voluntad de aceptar su destino. Maximus es nombrado escudero del Caballero Titus y se le asigna con su tropa la búsqueda de un científico del Enclave que ha escapado con tecnología peligrosa.

### Parte 3: El Ghoul
Al amparo de la noche, tres cazarrecompensas se cuelan en un cementerio donde desentierran a "El Ghoul", que resulta ser un Cooper Howard aún vivo y muy mutado, que ha estado cautivo durante varios años por un jefe de pandilla llamado Dom Pedro. Los cazarrecompensas, conscientes de la reputación del Ghoul como asesino y rastreador, solicitan su ayuda para encontrar al científico del Enclave y se ofrecen a dividir su recompensa. El Ghoul los traiciona alegremente, matando a dos y enterrando vivo al tercero en su tumba vacía. Luego parte para buscar al científico.

## Producción

### Desarrollo
En enero de 2022, Jonathan Nolan dirigiría el primer episodio.

### Música
La partitura está compuesta por Ramin Djawadi. El episodio contó con muchas canciones, incluidas "Orange Coloured Sky" de Nat King Cole, "Don't Let the Stars Get in Your Eyes" de Perry Como, "Some Enchanted Evening" de The Castells, "So Doggone Lonesome" y "All Over Again" de Johnny Cash y "Crawl Out Through The Fallout" de Sheldon Allman.

## Lanzamiento
El episodio, junto con el resto de la temporada, se estrenó el 10 de abril de 2024 en Amazon Prime Video. Originalmente, la temporada estaba programada para estrenarse el 12 de abril de 2024.

## Recepción de la crítica
"The End" recibió críticas positivas de los críticos. William Hughes de The AV Club le dio al episodio una calificación de "B" y escribió: "Si estos tres capítulos se sintieran como una sola pieza, o como si estuvieran destinados a comentarse entre sí, o incluso, honestamente, como si vinieran del mismo programa de televisión, punto: la interpolación podría haber creado algo especial. Tal como está, Fallout comienza con un episodio realmente fuerte con un par de episodios más débiles adaptados a su marco. No es el fin del mundo ni nada por el estilo, pero es un fastidio, sin embargo".
Jack King de Vulture le dio al episodio una calificación de 4 estrellas sobre 5 y escribió: "Dividir su tiempo entre tres protagonistas diferentes es un riesgo para Fallout, especialmente considerando que la primera temporada tiene solo ocho episodios. Temes que uno de los personajes pueda sentirse corto. Hasta ahora, todo bien, y no es sorprendente que pasemos la mayor parte de nuestro tiempo con Lucy como la sustituta más obvia de la audiencia, sin embargo, en mi opinión, el episodio deja lo mejor para el final".
Sean T. Collins de Decider escribió: "Si el entorno de Vault es obra de un proyector de película de todos modos, ¡un buen riff del vívido esplendor Todd-AO de Oklahoma! Podría haber funcionado muy bien. Pero si bien eso puede afectar cualitativamente el espectáculo, no impide sus objetivos, que son hacer un programa de videojuegos divertido con un sentido del humor de clasificación R, algunas cosas asquerosas y alguna atrocidad histórica mundial ocasional para recordarnos que no siempre es un buen momento. Yo diría que hicieron lo que se propusieron". Ross Bonaime de Collider escribió: "En solo una hora, el primer episodio de Fallout hace un excelente trabajo al transmitir información importante a lo largo de la historia y al mismo tiempo dejar mucho a la imaginación, además de presentar a estos tres personajes, cada uno con su propia percepción única del mundo".
Joshua Kristian McCoy de Game Rant le dio al episodio una calificación de 3,5 estrellas sobre 5 y escribió: ""The End" es un comienzo sólido, pero claramente presagia algo mucho más agradable para el futuro de Fallout". Greg Wheeler de The Review Geek le dio al episodio una calificación de 4 estrellas sobre 5 y escribió: "El primer episodio de Fallout tiene un comienzo decente, con un botín [sic]   en varios personajes diferentes. En realidad, esto funciona sorprendentemente bien para dividir el enfoque entre diferentes personas y comprender mejor el mundo y cómo encaja todo".